# 태미 타운센드
태미 타운센드(Tammy Townsend, 1970년 8월 17일 ~ )는 미국의 배우, 텔레비전 배우, 영화배우이다.
로스앤젤레스에서 태어났다.

## 방송
- K.C. 언더커버 시즌3
- K.C. 언더커버 시즌2
- K.C. 언더커버
- 클라이언트 리스트 시즌2
- 우리 생애 나날들

## 영화
- 더 미슬-톤스 (2012년) - 그레이스 역
- 프리처스 키드 (2010년)
- 어코딩 투 짐 (2001년)
- 모나리자와 피아니스트 (2000년)
- 에이스 가이 (1997년)
- 브래디 펀치 (1995년)
- 시티 레인져 (1993년)
- 더 파이브 하트비트 (1991년)
- 우리 생애 나날들 (1965년)